# Zygmunt August (dramat Stanisława Wyspiańskiego)
Zygmunt August – nieukończony dramat Stanisława Wyspiańskiego. Prapremiera odbyła się 14 marca 1908. Utwór opublikowano w całości w 1930 r. w opracowaniu Leona Płoszewskiego.

## Treść
Bohaterem utworu jest król Zygmunt II August, przedstawiony jako bohater wybitny, przerastający swoje otoczenie i  w efekcie tego boleśnie samotny. W dramacie wypowiada słowa: Źle jest przerastać ponad swoich, / bo czyni się wokół głusza. Fabuła osnuta jest wokół wątku małżeństwa Zygmunta August z Barbarą Radziwiłłówną: przedstawione jest spotkanie kochanków, walka z sejmem o uznanie małżeństwa, zabawa w Wiśniczu na cześć królewskiej pary, śmierć Barbary oraz pożegnanie Zygmunta Augusta z siostrą - Anną Jagiellonką.
W niezachowanej scenie piątej prawdopodobnie opisano koronację Barbary Radziwiłłówny.

## Dzieje sceniczne

### Inscenizacje
Utwór był inscenizowany w:
- Teatrze Polskim w Łodzi (fragment) (1909, reż. Aleksander Zelwerowicz)
- Teatrze Nowym im. Heleny Modrzejewskiej w Poznaniu (1932, reż. Konstanty Tatarkiewicz)
- Teatrze im. Aleksandra Fredry w Gnieźnie  (fragmenty) (1958, reż. Eugeniusz Aniszczenko)
- Teatrze Ziemi Opolskiej (1960, reż. Stanisław Wieszczycki)
- Teatr im. Juliusza Osterwy w Gorzowie Wielkopolskim (1962, reż. Tadeusz Byrski)

### SpektaklTeatru Polskiego Radia
- Zgon Barbary Radziwiłówny (1997, reż. Romana Bobrowska)[5]

### SpektakleTeatru Telewizji
- Zygmunt August (1961, reż. Tadeusz Byrski)[6]
- Zygmunt August (1969, reż. Zygmunt Hübner)[7]

### Odtwórcy głównej roli
W roli Zygmunta Augusta wystąpili m. in.: Krzysztof Globisz, Marek Walczewski i Aleksander Węgierko.